# Trois sœurs provençales
Cet article court présente un sujet plus développé dans : abbaye du Thoronet, abbaye de Silvacane et abbaye de Sénanque.
| Abbaye de Sénanque Abbaye de Silvacane Abbaye du Thoronet |

Trois abbayes cisterciennes de Provence sont appelées les « trois sœurs provençales » : l'abbaye du Thoronet, l'abbaye de Silvacane et l'abbaye de Sénanque.

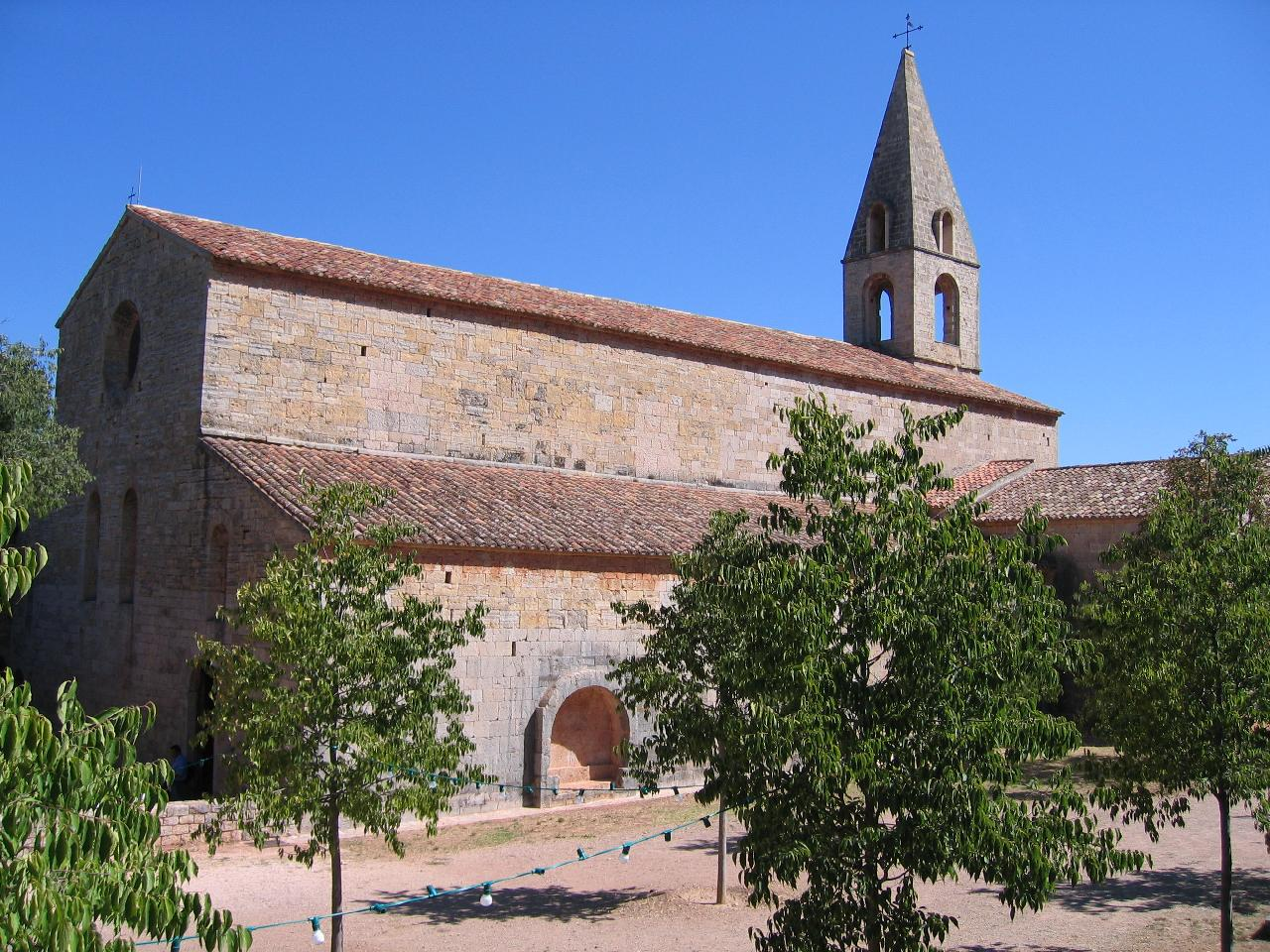
Abbaye du Thoronet.
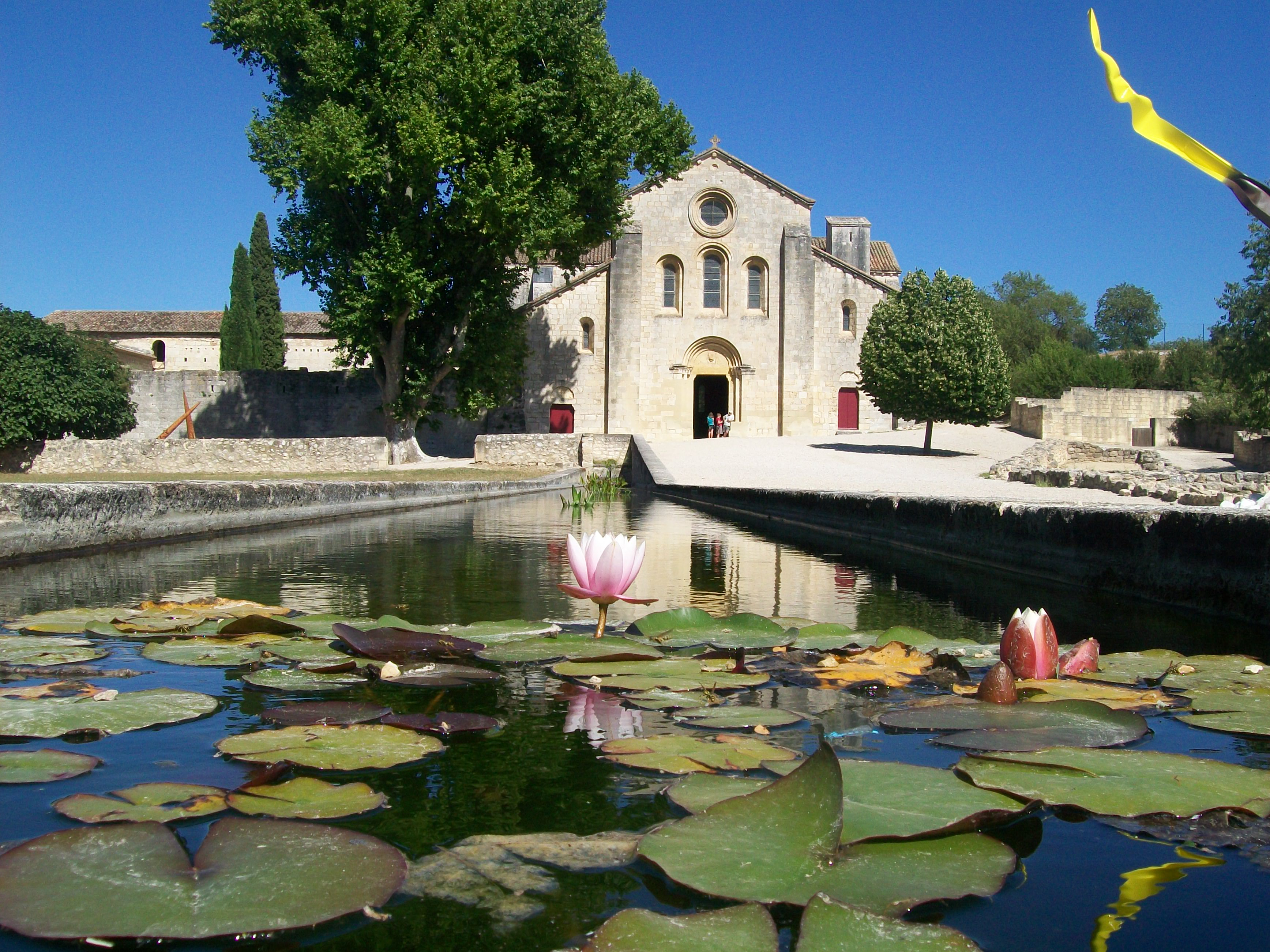
Abbaye de Silvacane.
Abbaye de Sénanque.

## Référence historiographique
1. ↑  Huguette Vidalou Latreille, Les Cisterciens en Provence, texte en ligne sur le site de la Société d'histoire du protestantisme du Midi méditerranéen (SHPMM).